# 메루산

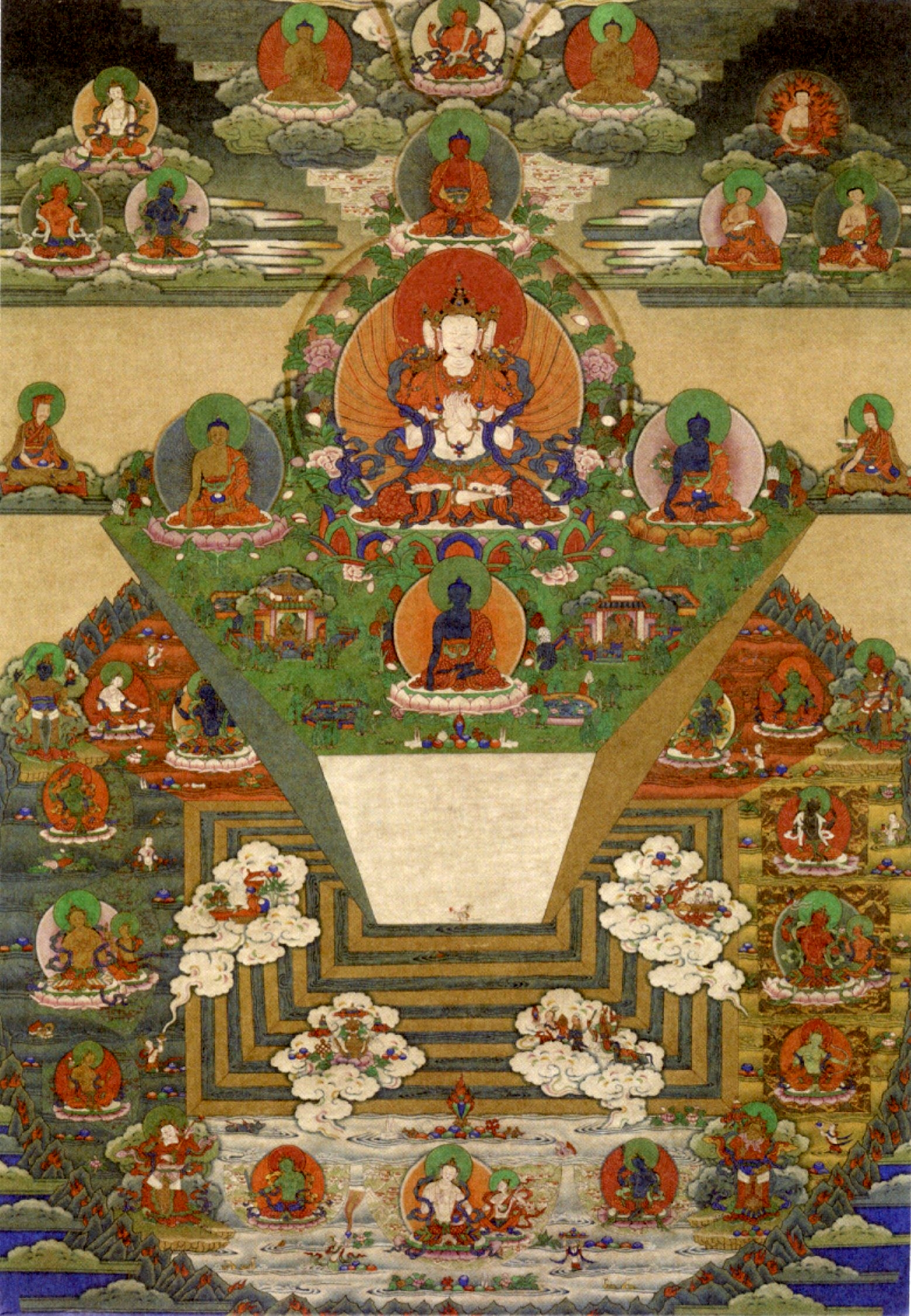
부탄의 탕카에 묘사된 메루산과 불교 우주 (19세기, 트롱사 종, 부탄 트롱사).

메루산(산스크리트어: मेरु पर्वत), 일명 수메루산, 시네루산 또는 마하메루산은 힌두교, 자이나교, 불교 우주론에 등장하는 신성한 다섯 봉우리의 산으로, 모든 물리적, 형이상학적, 영적 우주의 중심으로 숭배된다. 이 산은 네 개의 거대한 우주 대륙, 즉 푸바비데하 디파, 웃타라쿠루 디파, 아마라고야나 디파 그리고 잠부 디파의 접합점에 위치한다고 알려져 있다. 명확하게 식별되거나 알려진 지구물리학적 위치가 없음에도 불구하고, 메루산은 항상 히말라야 산맥 또는 아라발리산맥(인도 서부)에 있다고 여겨진다. 메루산은 또한 도교와 같이 인도 외부의 종교 경전에도 언급되는데, 도교는 불교가 중국에 전래되면서 영향을 받았다.
많은 힌두교, 자이나교, 불교 사원들이 메루산을 상징적으로 표현하기 위해 지어졌다. "수미좌"(zh:须弥座; xūmízuò) 양식은 중국 불탑의 일반적인 특징이다. 버마 양식의 다층 지붕인 피앗탓의 가장 높은 지점(정수리 봉오리)은 메루산을 나타낸다.

## 어원
어원적으로 산스크리트어 '메루'는 "높은"을 의미한다. 산의 본래 이름은 메루(산스크리트어: Meruparvata)이며, 여기에 찬동의 접두사 su-가 붙어 "훌륭한 메루산" 또는 "숭고한 메루산"이라는 의미가 된다. 메루는 또한 말라의 중앙 구슬 이름이기도 하다.

## 지리
메루산에 부여된 치수—모두 그것을 우주 바다의 일부로 언급하며, 지리적으로 모호하게 묘사하는 다른 여러 진술(예: "태양이 모든 행성과 함께 산을 돈다")과 함께—대부분의 학자들에 따르면 그 위치를 결정하기 가장 어렵게 만든다.
몇몇 연구자들은 메루산 또는 수메루산을 카슈미르 북서쪽의 파미르 고원과 동일시한다.
수리야 싯단타는 메루산이 잠부나드(잠부드비파) 땅의 지구 중심("bhuva-madhya")에 위치한다고 언급한다. 야말 탄트라의 미발표 텍스트에 주로 기반을 둔 9세기 문헌인 나라파티자야차리야스와로다야는 다음과 같이 언급한다:
"Sumeruḥ Prithvī-madhye shrūyate drishyate na tu"
(수미산은 지구 중심에 있다고 들리지만, 그곳에서 보이지는 않는다).
현존하는 힌두교 문헌에는 여러 우주론적 버전이 존재한다. 이 모든 버전에서 우주론적으로 메루산은 동쪽의 만드라찰라산, 서쪽의 수파르슈바산, 북쪽의 쿠무다산, 그리고 남쪽의 카일라샤로 둘러싸여 있다고 묘사되었다.

## 힌두교

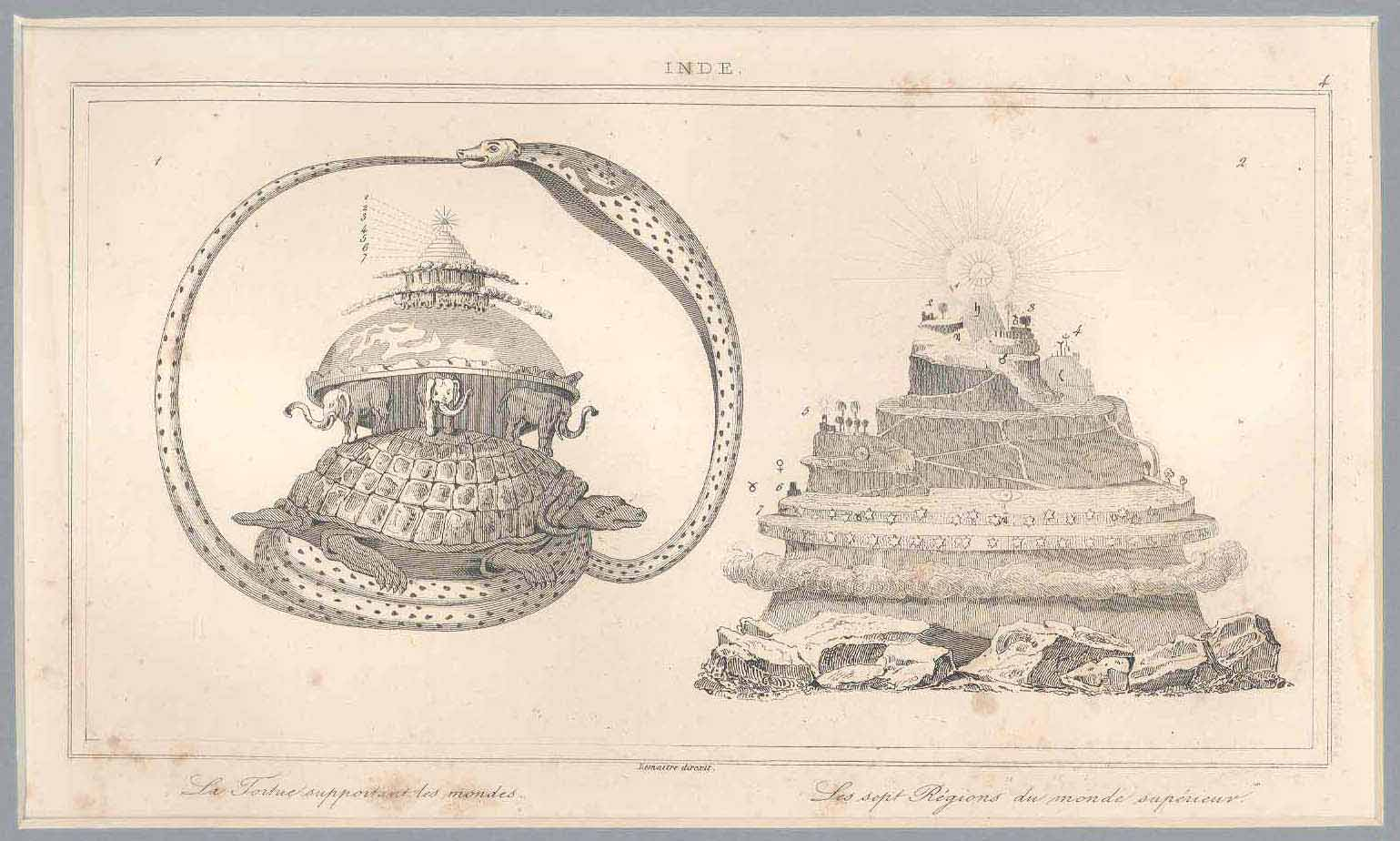
우주의 거북과 메루산

힌두교도들은 메루산이 데바들이 거주하는 천국인 스바르가로 가는 계단이라고 믿는다. 메루는 우주의 중심으로 여겨지며 높이 84,000 요자나로 묘사되는데, 이는 약 1,082,000 km (672,000 mi)로 지구 지름의 85배에 해당한다. 1 요자나는 약 11.5 km (9 마일)로 볼 수 있지만, 그 크기는 시대에 따라 달라진다. 예를 들어, 바라하미히라에 따르면 지구 둘레는 3,200 요자나이며 아리아바티야에서는 이보다 약간 작지만, 수리야 싯단타에서는 5,026.5 요자나라고 한다. 마츠야 푸라나와 바가바타 푸라나, 그리고 다른 몇몇 힌두교 경전들은 일관되게 메루산의 높이를 84,000 요자나로 제시하는데, 이는 672,000마일 또는 1,082,000킬로미터에 해당한다. 태양과 달은 모든 행성과 함께 메루산을 중심으로 회전하며, 메루산은 지구와 지하 세계, 그리고 천국과 카일라스산 정상에 거주하는 시바를 연결한다. 신들과 데바들은 메루산을 자주 방문한다고 묘사된다.
마하바라타에 따르면, 메루는 말라야바트와 간다마다나 산맥 사이에 있는 히마바트 산맥 안에 위치한다. 일부 경전에서는 시바가 사이바트라(Saivatra)라고 불리는 산봉우리에 거주한다고 나타낸다. 마하바라타는 또한 태양 광선이 비추면 산이 황금빛으로 빛나고, 과일나무, 귀한 보석, 생명을 구하는 약초로 장식된 아름다운 숲, 호수, 강을 포함하고 있다고 묘사한다. 또한 메루를 천국에 이르는 수단으로 묘사하며, 죄 없는 자만이 그곳을 오를 수 있다고 말한다. 메루는 또한 쿠베라의 거주지라고도 하는데, 그는 황금 연꽃으로 장식된 알라카(Alaka)라는 호수와 만다키니강이 발원하는 달콤한 물이 있는 황금문 근처에 산다. 마하바라타에 따르면, 판다바들은 아내 드라우파디와 함께 천국에 도달하기 위해 산 정상으로 향했지만, 개와 동반한 유디슈티라만이 성공할 수 있었다.
힌두 서사시 라마야나는 메루산에 위치한 카일라스와 마나사로와르호를 세상 어디에도 없는 곳으로 묘사한다. 메루산은 또한 하누만의 아버지인 케사리 왕의 왕국이라고도 한다.
비슈누 푸라나는 메루가 연꽃을 상징하는 여섯 산맥의 중심에 위치한 세계의 기둥이라고 언급한다. 또한 카일라스산의 네 면이 수정, 루비, 금, 청금석으로 이루어져 있다고 말한다. 이 경전은 시바가 산 속에서 깊은 명상에 잠겨 연꽃 자세로 앉아 있는 것에 대해 더 이야기한다. 산에는 신들이 물을 나누어 마시는 네 개의 호수와 갠지스강에서 발원하여 지구로 흐르는 네 개의 강이 있다. 바유 푸라나는 이와 유사하게 산이 연꽃과 백합, 물새들로 장식된 맑은 물로 이루어진 호수 근처에 위치한다고 묘사한다. 바가바타 푸라나는 카일라스를 메루산 남쪽에 위치시킨다. 스칸다 푸라나는 산이 가장 높은 봉우리들 사이에 위치하며 영원히 눈으로 덮여 있다고 언급한다. 메루산은 고대에 파드마자 브라마 왕의 거주지였다고 한다.
이 신화 속 신들의 산은 15세기 마자파힛 제국 시대에 쓰여진 옛 자와어 원고인 탄투 파겔라란에 언급되었다. 이 원고는 자와섬의 신화적 기원과 메루산 일부가 자와로 전설적으로 이동한 것을 묘사한다. 이 원고는 바타라 구루(시바)가 브라흐마와 비슈누 신에게 자와를 인간으로 채우라고 명령했다고 설명한다. 그러나 그 당시 자와섬은 바다에 자유롭게 떠다니며 항상 흔들렸다. 섬의 움직임을 멈추기 위해 신들은 잠부드비파 (인도)에 있는 마하메루의 일부를 옮겨 자와에 붙임으로써 섬을 지구에 고정하기로 결정했다. 그 결과로 생긴 산이 자와에서 가장 높은 산인 스메루산이다.

## 불교
불교 우주론에 따르면, 수미산은 세계의 중심에 있으며, 잠부드비파는 그 남쪽에 있다. 『아비달마구사론』에 따르면 폭 80,000 요자나에 높이 80,000 요자나이며 『장아함경』에 따르면 높이 84,000 요자나이다. 수미산의 정상에는 제석천이 거주하는 도리천이 있다. 해와 달은 수미산을 중심으로 돌고, 해가 그 뒤로 넘어가면 밤이 된다. 산은 네 개의 면을 가지고 있는데, 각 면은 다른 재료로 이루어져 있다. 북쪽 면은 금으로, 동쪽 면은 수정으로, 남쪽 면은 청금석으로, 서쪽 면은 루비로 이루어져 있다.
밀교에서는 만다라 공양에 종종 메루산이 포함되는데, 이는 부분적으로 전 우주를 나타내기 때문이다. 또한 메루산은 부처 차크라삼바라의 거처라고도 믿어진다.
- 원나라 시대(1271–1368)의 중국 만다라. 수미산이 뒤집힌 피라미드 형태로 묘사되어 연꽃이 위에 놓여 있다.
- 티베트 차크라삼바라 모래 만다라. 중앙에 메루산이 있다.
- 태국 방콕의 왓 사켓에 있는 수미산을 묘사한 벽화.
- 수미산을 나타내는 티베트 불교 자수.
- 마하보디 사원. 부다가야에 있는 유명한 불교 사원으로 수미산을 나타낸다.

## 자이나교

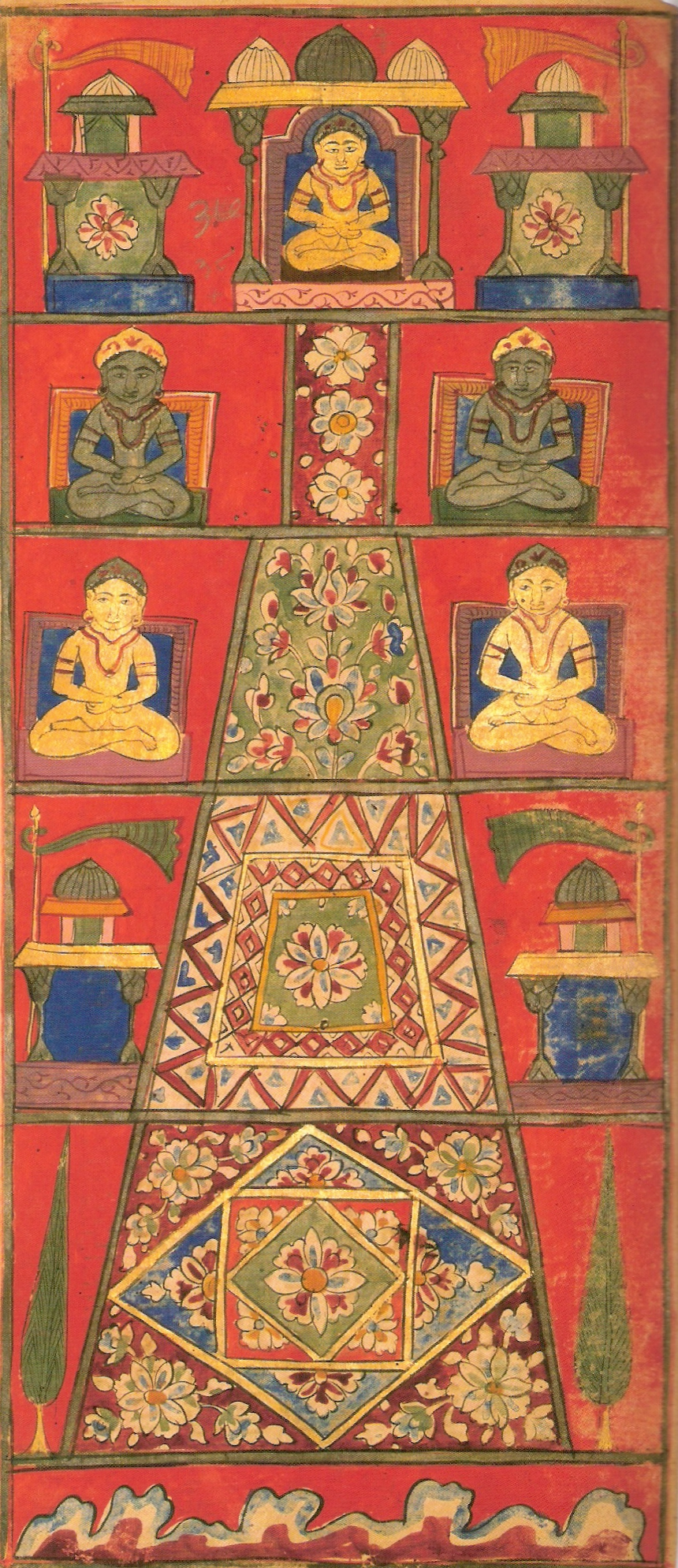
삼가야나야라나에 나오는 자이나교 우주론의 메루산 그림

자이나교 우주론에 따르면, 메루산(또는 수메루산)은 세계의 중심에 있으며, 지름 10만 요자나의 원형을 이루는 잠부드비파에 둘러싸여 있다. 메루산 주변에는 두 쌍의 해, 달, 별이 회전하는데, 한 쌍이 활동할 때 다른 한 쌍은 메루산 뒤에서 휴식을 취한다.
모든 티르탕카라는 태어난 직후, 어머니를 깊은 잠에 빠뜨린 후, 인드라에 의해 메루산 정상으로 데려가진다. 그곳에서 그는 목욕하고 귀한 연고로 기름 부음 받는다. 인드라와 다른 데바들은 그의 탄생을 축하한다.

## 건축
다양한 원으로 둘러싸인 성스러운 산의 개념은 고대 힌두교 사원 건축에 시카라 (Śikhara) — 문자적으로 "봉우리" 또는 "정상"을 의미하는 산스크리트어 — 와 함께 통합되었다. 이 양식의 초기 사례는 8세기 라자스탄주, 서인도의 하르샤트 마타 사원과 하르슈나트 사원에서 찾아볼 수 있다. 이 개념은 인도 밖에서도 이어졌는데, 예를 들어 발리주에서는 사원에 메루 사원 탑이 특징이다.
불교 사원에서는 부다가야의 마하보디 사원이 5세기에서 6세기 묘사의 가장 초기 사례이다. 태국의 왓 아룬과 미얀마의 신뷰메 파고다와 같이 다른 많은 불교 사원들이 이 형태를 채택했다.

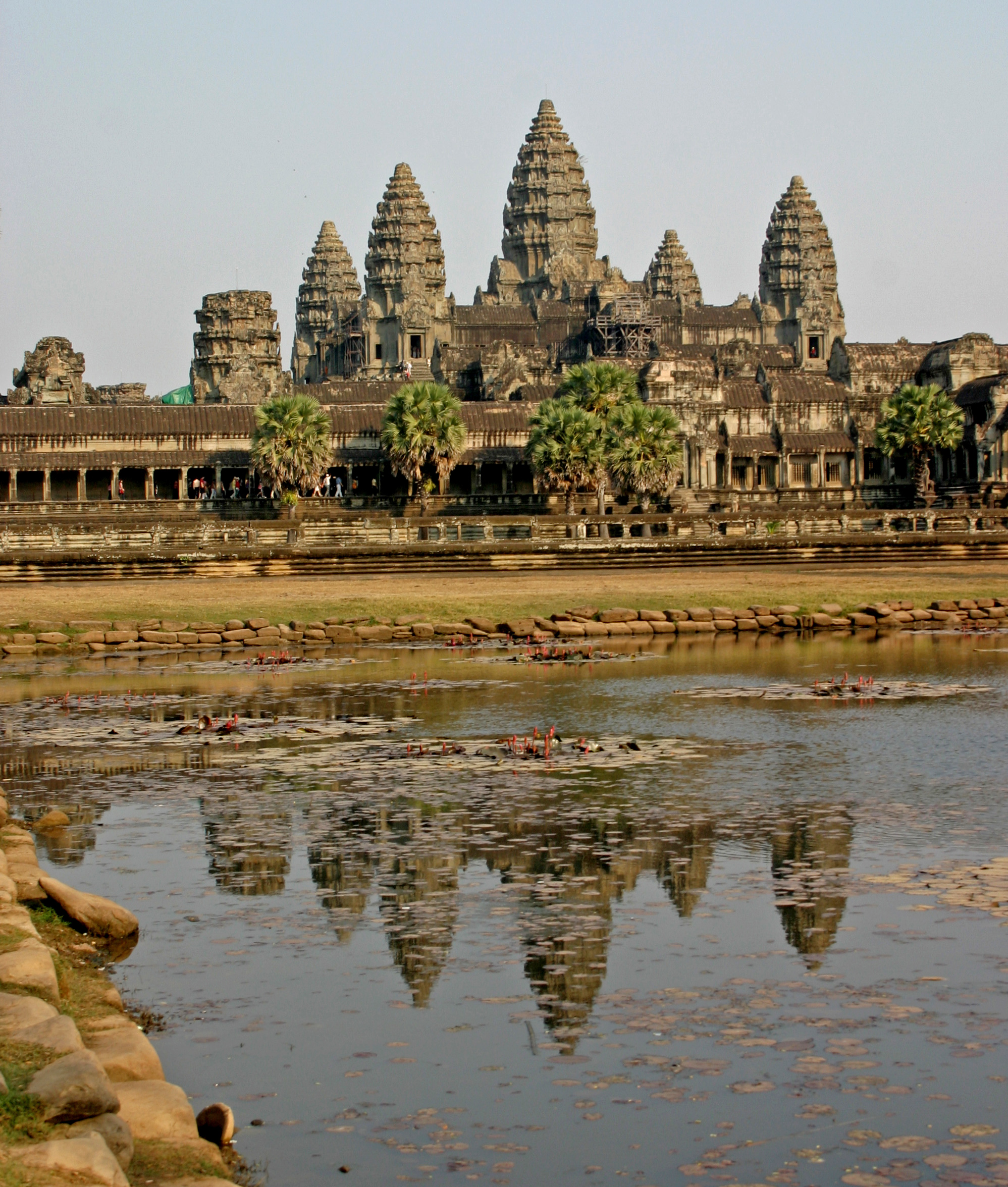
캄보디아 시엠레아프에 있는 앙코르 와트의 다섯 중앙 탑들. 한때 힌두 사원이었다가 나중에 불교 사원이 되었으며, 메루산의 봉우리들을 상징한다.
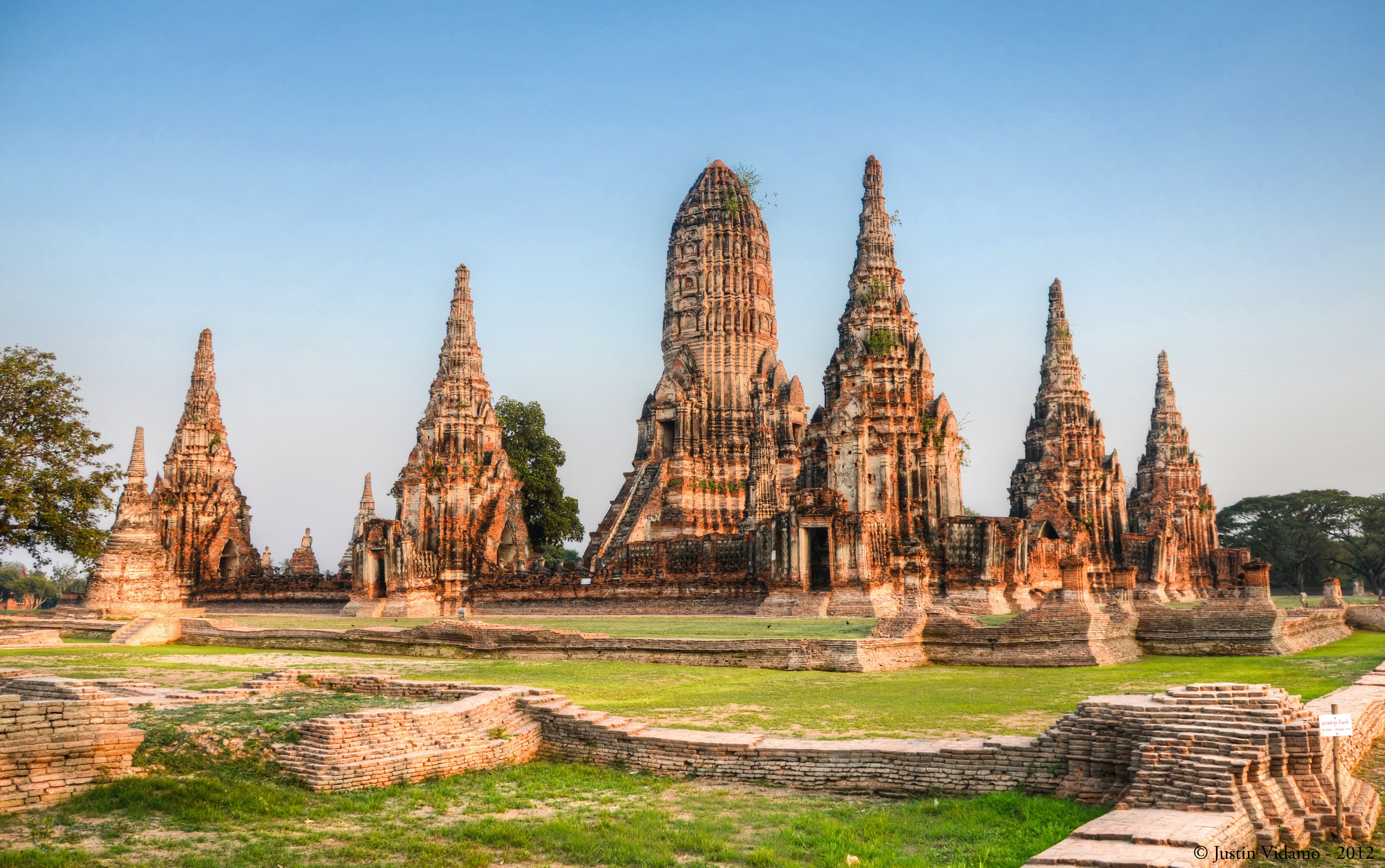
태국 프라나콘시아유타야의 불교 사원인 왓 차이왓타나람의 프라방. 메루산을 나타낸다.
태국 방콕의 왓 아룬에 있는 불교 프라방. 수미산을 나타낸다.
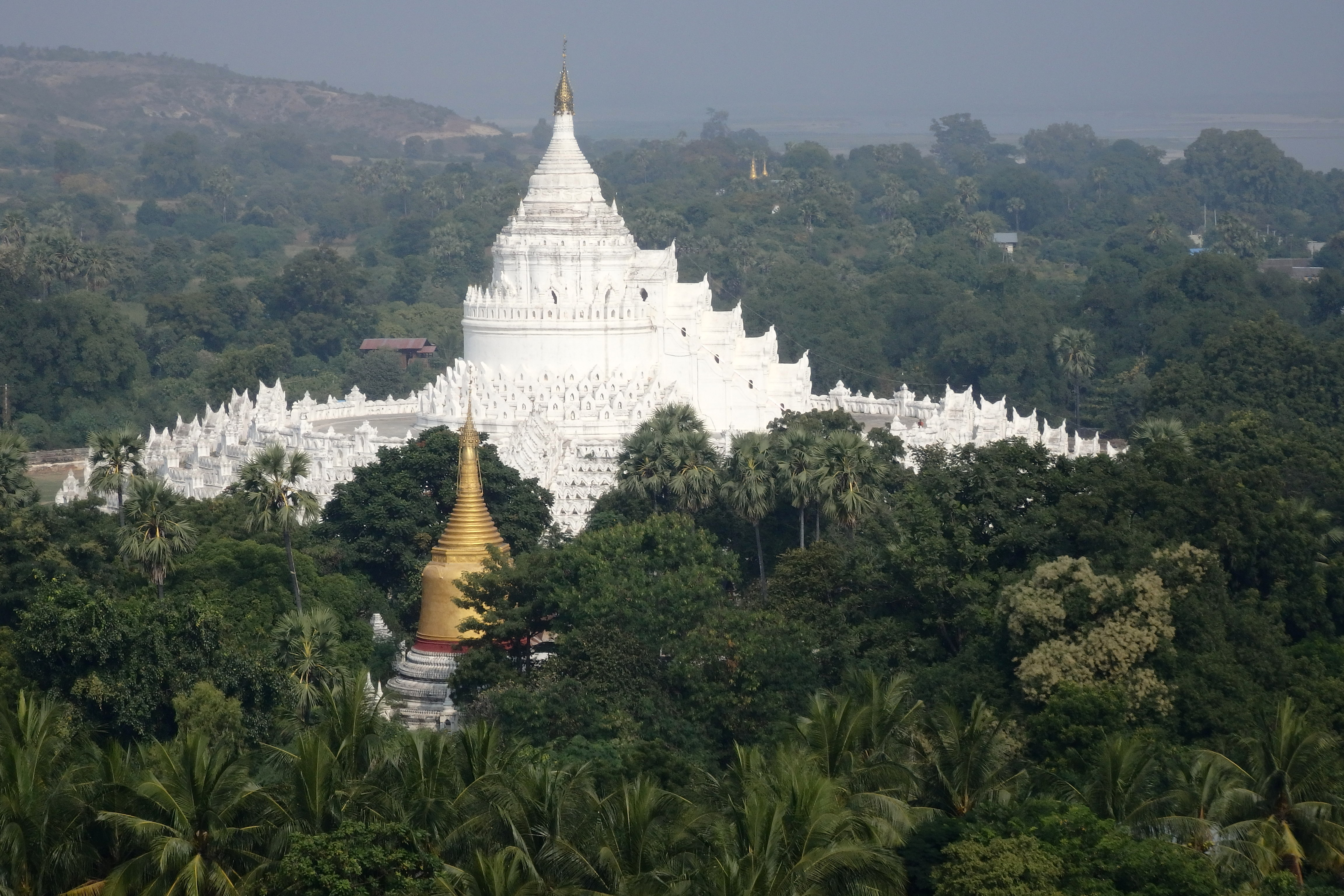
미얀마 만달레의 신뷰메 파고다. 수미산을 나타낸다.
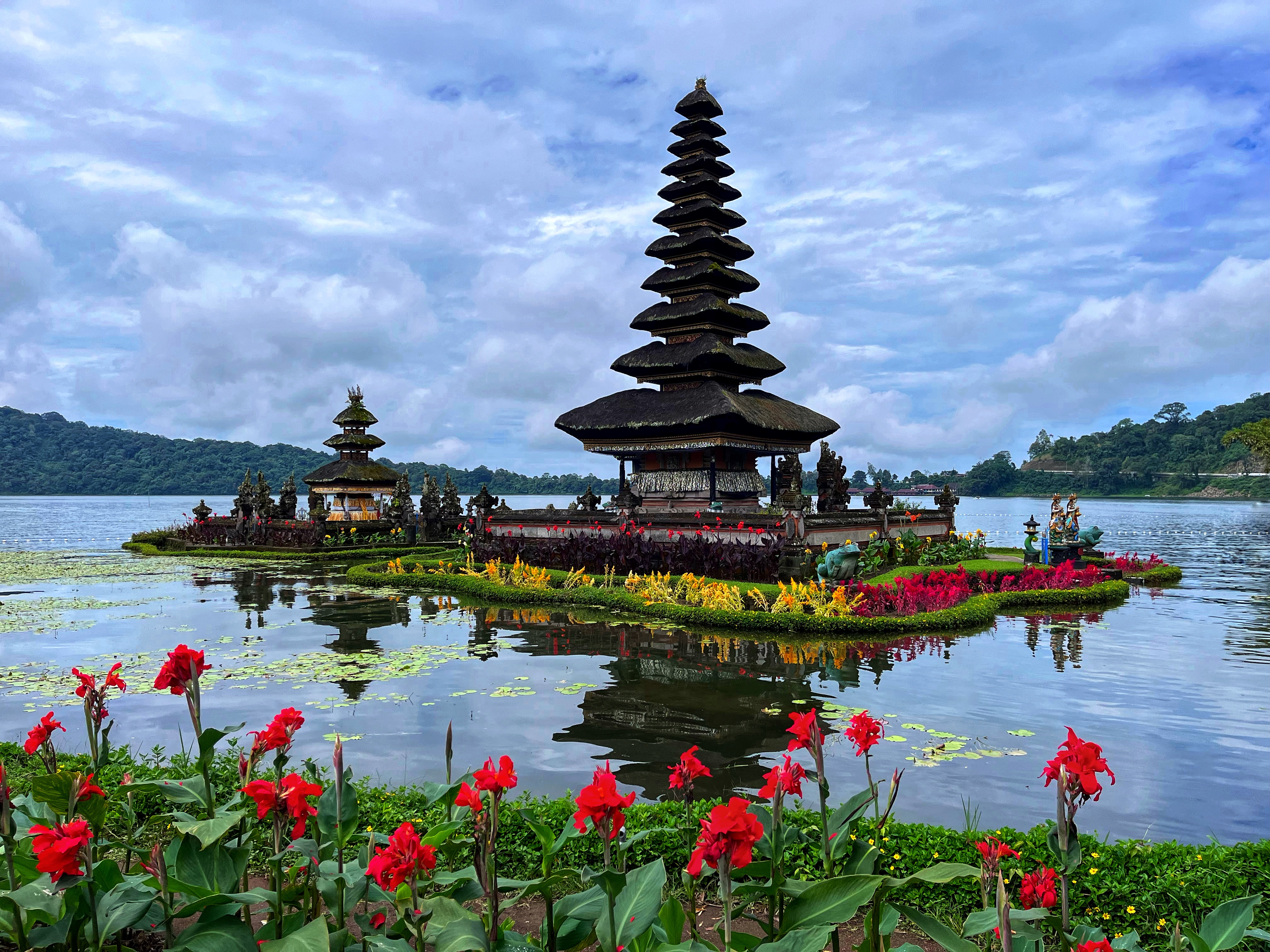
울룬 다누 브라탄 사원의 메루는 시바와 그의 배우자 파르바티에게 바쳐졌다.
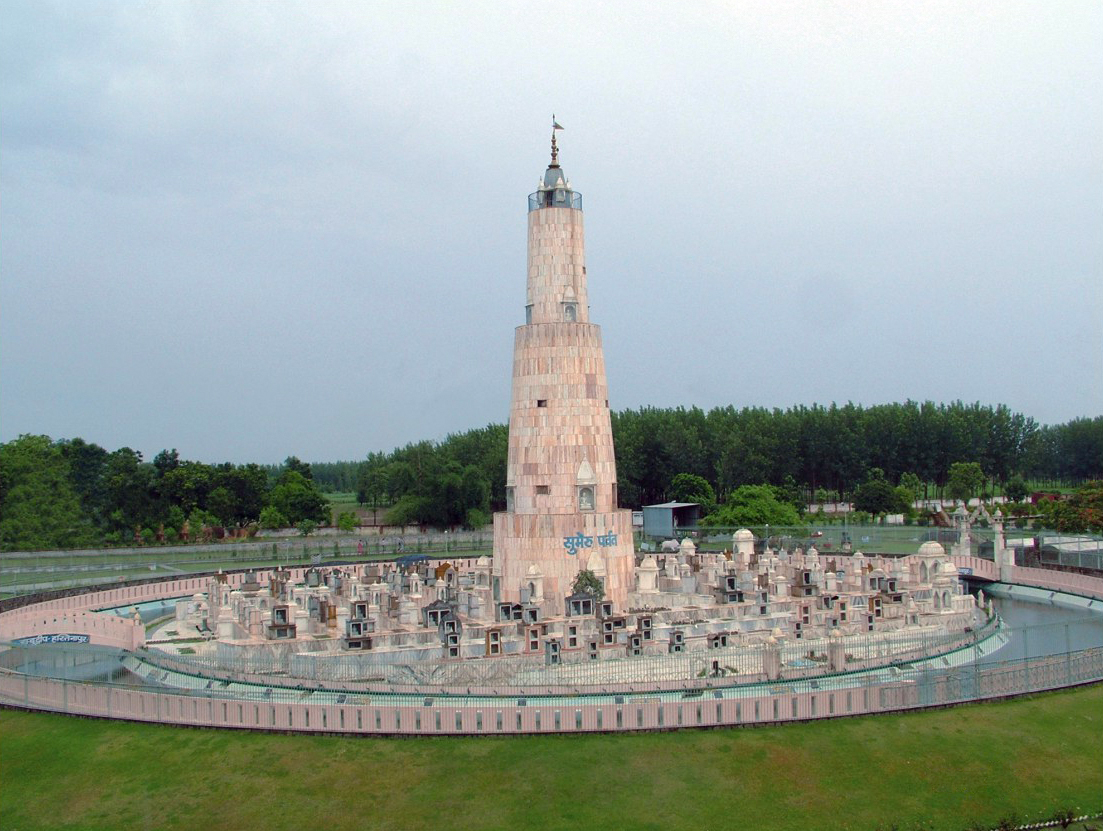
우타르프라데시주의 자이나교 사원 잠부드위프에 묘사된 메루산.

## 다른 언어
다른 언어에서 메루산은 다음과 같이 발음된다:
- 아삼어: মেৰু পর্বত (Meru Pôrbôt)
- 벵골어: মেরু পর্বত (Meru Porbot)
- 버마어: မြင်းမိုရ်တောင် (my)
- 세부아노어: Bukid Meru
- 중국어: 須彌山 (Xūmíshān)
- 구자라트어: મેરૂ પર્વત (Meru Parvat)
- 일로카노어: Bantay Meru
- 일본어: 須弥山 (Shumisen)[28]
- 자와어: ꦱꦼꦩꦺꦫꦸ (Semeru)
- 칸나다어: ಮೇರು ಪರ್ವತ (Meru Parvata)
- 크메르어: ភ្នំព្រះសុមេរុ (Phnom Preah Someru) 또는 (Phnom Preah Somae)
- 한국어: 수미산 (Sumisan)
- 말라얄람어: മഹാമേരു പർവ്വതം (Mahameru Parvatham)
- 몽골어: Сүмбэр Уул (Sümber Uul)
- 네팔어: 수메루 파르와트 (Sumeru Parwat)
- 오리야어: ମେରୁ ପର୍ବତ (“Meru Pôrbôtô”)
- 옛 디베히어: ސުމޭރު-මަންދަރަ "Sumēru-Mandara" (때때로 Ṣumeru-Mandara로 표기됨)
- 팔리어: Sineru
- 펀자브어: ਮੇਰੂ ਪਰਬਤ (Meru Parbat)
- 산스크리트어, 마라티어, 힌디어: मेरु पर्वत (Meru Parvat)
- 타갈로그어: Bulkang Meru
- 타밀어: மகா மேரு மலை (Maha Meru Malai)
- 텔루구어: మేరు పర్వతం (Meru Parvatham)
- 싱할라어: මහා මේරු පර්වතය (Maha Meru Parvathaya)
- 티베트어: ཪི་རྒྱལ་པོ་རི་རབ་ (Wylie: ri gyal po ri rab)
- 태국어: เขาพระสุเมรุ (Khao phra sumen)
- 베트남어: Núi Tu-di

이 산은 또한 디오도로스 시켈로스에 의해 메로스(Mēros, Μηρός)로 언급되며, 그리스인들이 디오니소스가 허벅지에서 태어났다고 말하게 된 이유(고대 그리스어로 허벅지는 실제로 μηρός이다)를 설명하려는 시도로 인도 신화와 관련된 사건들을 디오니소스에게 귀속시켰다.